# Cinco Tipos de Medo
Cinco Tipos de Medo é um futuro filme de ação brasileiro dirigido e roteirizado por Bruno Bini e conta com a distribuição da Downtown Filmes. Estrelado por Bella Campos, Xamã, João Vitor Silva e Bárbara Colen tem estreia prevista para 2025 nos cinemas.
O longa foi selecionado para o 53º Festival de Cinema de Gramado, onde disputa o Kikito, o principal prêmio da mostra competitiva nacional.

## Sinopse
Após quase perder a vida em uma UTI, Murilo (João Vitor Silva) se apaixona por sua enfermeira **Marlene** (Bella Campos), que já está em um relacionamento com Sapinho (Xamã), um traficante do Jardim Novo Colorado. Quando Sapinho é preso pela policial **Luciana** (Bárbara Colen), ele busca ajuda do advogado Ivan, que aceita defendê-lo a pedido de uma líder comunitária. A comunidade espera que a volta de Sapinho seja a solução contra a invasão de criminosos de outros bairros, mas a situação se complica à medida que o embate entre os personagens se intensifica.

## Elenco
| Ator/Atriz       | Personagem |
| ---------------- | ---------- |
| João Vitor Silva | Murilo     |
| Bella Campos     | Marlene    |
| Xamã             | Sapinho    |
| Bárbara Colen    | Luciana    |